# Strebla alvarezi
Strebla alvarezi är en tvåvingeart som beskrevs av Wenzel 1966. Strebla alvarezi ingår i släktet Strebla och familjen lusflugor. Inga underarter finns listade i Catalogue of Life.